# وادي الجرف
وادي الجرف، هي منطقة تقع على ساحل البحر الأحمر في مصر، على بُعد 119 كيلومترًا (74 ميلًا) جنوب مدينة السويس، وتُعدّ موقع أقدم ميناء صناعي معروف في العالم، أُنشئ قبل نحو 4500 عام. ويقع هذا الموقع عند مصب وادي عربة، الذي يُشكّل ممرًا حيويًا للتواصل بين وادي النيل والبحر الأحمر، عابرًا الصحراء الشرقية. ويقابل هذا الموقع عبر خليج السويس حصنًا صغيرًا في شبه جزيرة سيناء يُعرف باسم تل رأس بدران. ويوجد ميناء قديم آخر مشابه نوعًا ما في عين السخنة، إلى الشمال قليلًا من وادي الجرف.
تم اكتشاف الموقع لأول مرة على يد ج. ج. ويلكنسون سنة 1832، ثم أُعيد اكتشافه في خمسينيات القرن العشرين بواسطة فريق فرنسي أطلق عليه اسم "رود الخواجة". لكن الأعمال الأثرية توقّفت سريعًا عقب اندلاع أزمة السويس عام 1956. وقد استُؤنفت الحفريات من جديد في عام 2011 على يد فريق أثري مشترك فرنسي–مصري.
يعود الميناء الموجود في هذا الموقع إلى عهد الأسرة الرابعة في مصر القديمة، أي منذ نحو 4500 عام. وقد اكتُشف في الموقع أكثر من 100 مرساة، وهي أول مراسي من عصر الدولة القديمة يعثر عليها في موضعها الأصلي، بالإضافة إلى عدد كبير من الجرار الفخارية المُخصَّصة للتخزين. وقد وُجدت صلة بين هذه الجرار وتلك التي عُثر عليها في موقع آخر على الضفة المقابلة من البحر الأحمر، ما يدلّ على وجود تبادل تجاري بين الموقعين. كما تم العثور في وادي الجرف على عدد كبير من أجزاء البردي، التي توفّر رؤى قيّمة حول الحياة اليومية في زمن الأسرة الرابعة. وتُعدّ هذه البرديات الأقدم على الإطلاق التي تم العثور عليها في مصر.

## اكتشاف
اكتشف الموقع لأول مرة من قبل جون غاردنر ويلكنسون في عام 1832. واكتشفه فريق فرنسي في الخمسينيات وأطلق عليه اسم روض الخواجة. سرعان ما تم التخلي عن العمل الأثري عندما اندلعت حرب العدوان الثلاثي على مصر في عام 1956. استأنف فريق فرنسي مصري مشترك أعمال التنقيب في عام 2011.
يعود تاريخ المرفأ الموجود في الموقع إلى الأسرة المصرية الرابعة، منذ حوالي 4500 عام. اكتشف أيضًا في الموقع أكثر من 100 مرسى، وعُثر على مراسي المملكة المصرية القديمة الأولى في سياقها الأصلي، والعديد من أواني التخزين. تم ربط الجرار مع تلك الموجودة في موقع آخر عبر البحر الأحمر، مما يشير إلى التجارة بين الموقعين. تم العثور على عدد كبير من قطع البردي في وادي الجرف، مما يوفر نظرة ثاقبة للحياة خلال الأسرة الرابعة. البرديات هي الأقدم في مصر.
كان أول توثيق معروف لهياكل الموانئ القديمة في وادي الجرف في عام 1832، عندما لاحظ جون غاردنر ويلكنسون وجودها. اكتشف سلسلة من صالات العرض مقطوعة في الحجر والتي يعتقد أنها سراديب الموتى اليونانية. في الخمسينيات من القرن العشرين، بدأت مجموعة من الهواة الفرنسيين في علم الآثار استكشاف بعض أجزاء الموقع، والتي أطلقوا عليها اسم روض الخواجة، لكنهم طردوا خلال العدوان الثلاثي على مصر عام 1956. تم نشر ملاحظاتهم في عام 2008، مما حفز الاهتمام لاستئناف العمل. استؤنفت أعمال التنقيب المنهجي في عام 2011 من قبل فريق آثار مصري فرنسي مشترك بقيادة بيير تاليت (جامعة باريس الرابعة - السوربون) وغريغوري ماروارد (المعهد الشرقي، شيكاغو). في أبريل 2013، أعلن علماء الآثار عن اكتشاف ميناء قديم وعشرات من وثائق البردي في الموقع. هذه هي أقدم البرديات التي تم العثور عليها في مصر (حوالي 2560-2550 قبل الميلاد، نهاية عهد خوفو).

## الآثار

### ميناء
يتكون مجمع الميناء من حوالي 150 متر طول (490 قدمًا) حاجز الأمواج أو رصيف من الأحجار لا يزال مرئيًا عند انخفاض المد، وهو معلم ملاحي مصنوع من الأحجار المكدسة، 60 مترًا × 30 مترًا (197 قدمًا ×) 98 قدمًا) مبنى غير معروف مقسم إلى 13 غرفة طويلة، وسلسلة من 25 إلى 30 معرضًا للتخزين منحوتة في نتوءات من الحجر الجيري في الداخل. المبنى مجهول الوظيفة هو أكبر مبنى مصري قديم تم اكتشافه حتى الآن على طول ساحل البحر الأحمر. يتراوح طول صالات التخزين بين 16 و 34 مترًا (52 و 112 قدمًا)، وعادةً ما يكون عرضها 3 أمتار (9.8 قدمًا) وارتفاعها 2.5 مترًا (8.2 قدمًا).
داخل الأروقة كان يوجد العديد من شظايا القوارب والشراع، وبعض المجاديف، والعديد من قطع الحبال القديمة. تم العثور على 25 مرساة حجرية تحت الماء، كما تم العثور على 99 مرسى في مبنى تخزين ظاهر. يعد اكتشاف المراسي في سياقها الأصلي هو الأول من نوعه في علم آثار الدولة القديمة. العديد من المراسي تحمل كتابات هيروغليفية مصرية، من المحتمل أنها تمثل أسماء القوارب التي أتوا منها.
كان الميناء نقطة انطلاق للرحلات من البر الرئيسي لمصر إلى عمليات التعدين في جنوب سيناء. من المتوقع أن الميناء قد تم استخدامه أيضًا لإطلاق رحلات إلى "أرض بونت الغامضة"، الشريك التجاري المعروف لمصر القديمة. تم تطوير الميناء في عهد الملك خوفو (2589-2566 قبل الميلاد، والذي نُقش اسمه على بعض كتل الحجر الجيري الثقيلة في الموقع. وهذا يعني أن الميناء يسبق ثاني أقدم هيكل ميناء معروف بأكثر من 1000 عام. هناك بعض الأدلة النادرة على الاستخدام خلال الجزء الأول من الأسرة المصرية الخامسة، وبعد ذلك من المحتمل أن الميناء قد تم التخلي عنه.

### أواني التخزين وأوراق البردي
كما تم العثور في الموقع على العديد من الجرار الحجرية لتخزين الطعام والمياه، وأجزاء من المنسوجات والخشب، ومجموعة من مئات قطع البردي. تحتوي العديد من الجرار على أسماء أشخاص أو قوارب مكتوبة بالحبر الأحمر، للإشارة إلى أصحابها. تتميز الجرار بتركيبة خاصة جدًا من المارل تم تحديدها سابقًا في سياقات الأسرة الرابعة في مواقع أخرى، بما في ذلك عبر خليج السويس في تل رأس بدران.
عشر من البرديات محفوظة بشكل جيد للغاية. تعود غالبية هذه الوثائق إلى العام الذي تلا إحصاء الماشية الثالث عشر في عهد خوفو وتصف كيف أرسلت الإدارة المركزية الطعام والإمدادات للمسافرين المصريين. إحدى الوثائق ذات أهمية خاصة: يوميات مرر. باستخدام المذكرات، أعاد الباحثون بناء ثلاثة أشهر من حياته، وقدموا نظرة جديدة عن الحياة اليومية لأفراد الأسرة الرابعة. البرديات هي الأقدم في مصر.

### مساكن
تم العثور على ثلاث مجموعات من المباني على بعد 500 م (1600 قدم) إلى الشمال الغربي من الميناء. يشير البناء المستطيل وتنظيم الغرف في نمط يشبه الخلية إلى أن المباني كانت بمثابة أماكن للسكن.